# الملالكة (أولاد سالم)
الملالكة هو دُوَّار يقع بجماعة بني خلوڭ، إقليم سطات، جهة الدار البيضاء سطات في المملكة المغربية. ينتمي الدوّار لمشيخة أولاد سالم التي تضم 5 دواوير. يقدر عدد سكانه بـ 872 نسمة حسب الإحصاء الرسمي للسكان والسكنى لسنة 2004.

## روابط خارجية
- البوابة الوطنية للجماعات الترابية
- المندوبية السامية للتخطيط